# CiNii
CiNii ([ˈsaɪniː] ) — сервіс обслуговування бібліографічної бази даних матеріалів у японських академічних бібліотеках, з особливим наголосом на японські роботи та англійські роботи, опубліковані в Японії. База даних була створена у квітні 2005 року і підтримується Національним інститутом інформатики Японії. Сервіс виконує пошук в базах даних самого НІІ (Електронна бібліотека обслуговування (NII-ELS) і База даних цитування для японських видань (CJP)), а також базах даних, наданих Національною парламентською бібліотекою Японії, інституційними сховищами та іншими організаціями.
База даних містить понад 17 мільйонів статей з понад 7000 публікацій. Типово за місяць (2012) до бази даних надходить 30 мільйонів запитів з 2,2 мільйонами унікальних відвідувачів, і вона є найбільшою і найповнішою базою даних свого роду в Японії. Хоча база даних є багатопрофільною, найбільша частина запитів, яку вона отримує, є в галузі гуманітарних та соціальних наук, можливо, тому що CiNii є єдиною базою даних, яка охоплює японські наукові роботи в цій галузі (на відміну від природничих, формальних і медичних наук, які користуються перевагами інших баз даних).

## Ідентифікатори баз даних
У базі даних присвоюється унікальний ідентифікатор, NII Article ID (NAID), до кожного з записів журнальних статей. Інший ідентифікатор, NII Citation ID (NCID or 書誌ID) або, по-іншому NACSIS-CAT Record ID, використовується для книг.
Приклади NCID
- NCID BA04004867 для видання 1951 року Little, Brown «The Catcher in the Rye» (англійською мовою)
- NCID BB17611495 для видання 2010 року Penguin «The Catcher in the Rye»
- NCID BA36680090 для видання 1952 року Kiken na nenrei (危険な年齢), NCID BN01880084 для видання 1964 року Rai-mugi de tsukamaete (ライ麦畑でつかまえて), та NCID BA61718322 для видання 2003 року Kyatchā in za rai (キャッチャー・イン・ザ・ライ), усі три є японським перекладом «The Catcher in the Rye»
- NCID BB13715590 для видання 1997 року Mai tian li de shou wang zhe (麦田里的守望者), китайського перекладу «The Catcher in the Rye».